# Dienheimer Hof (Deidesheim)

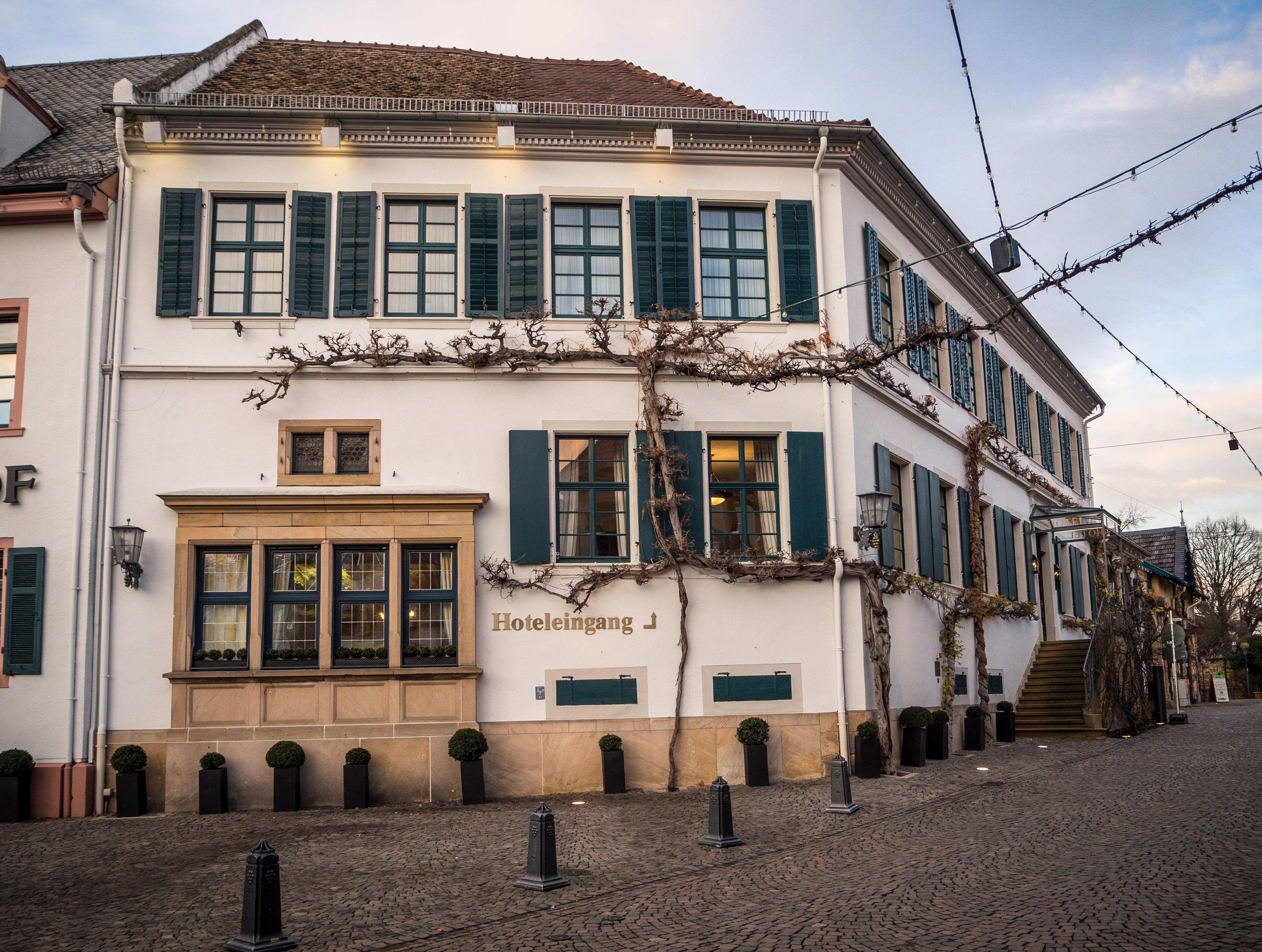
Ansicht von Süden

Der Dienheimer Hof in der pfälzischen Stadt Deidesheim, manchmal auch Dienheimer Schloss genannt, hatte einst wohl die Funktion einer Vorburg der sich nördlich anschließenden Wasserburg. Im Mittelalter war er als Lehen an verschiedene Ritterfamilien vergeben, in der zweiten Hälfte des 18. Jahrhunderts beherbergte er das Amtshaus des Amts Deidesheim. Heute gehört er zum benachbarten Deidesheimer Hof, hier sind ein Hotel und Veranstaltungsräume untergebracht.
Der Dienheimer Hof ist nach dem Denkmalschutzgesetz des Landes Rheinland-Pfalz als Kulturdenkmal eingestuft und zählt mit seiner wechselvollen Geschichte zu den bemerkenswertesten Anwesen Deidesheims.

## Lage
Das Anwesen mit der Adresse „Marktplatz 1“ liegt im Zentrum Deidesheims im historischen Stadtkern des Ortes. Im Norden grenzt es an die Burggasse, auf deren anderen Seite der Schlossgraben des Deidesheimer Schlosses ist. Westlich schließt sich der Deidesheimer Hof an, mit dem das Hauptgebäude baulich verbunden ist. Im Süden grenzt das Anwesen an den Marktplatz.

## Geschichte

### Spätmittelalter
Die Geschichte des Dienheimer Hofes reicht erwiesenermaßen bis zum Ende des 14. Jahrhunderts zurück, als Deidesheim zur Stadt erhoben wurde, vermutlich aber noch weiter. 1397 wurde Herbort Eckenbrecht von Dirmstein vom Speyerer Bischof Raban von Helmstatt ein Burglehn zugesprochen. Burglehen in Deidesheim umfassten Ansprüche auf Naturalien und ein Haus mit Hof und Garten in der Vorburg, womit wohl nicht die Burg selber gemeint war, sondern das daran angrenzende Gelände der Stadt. Die Junker Eckenbrecht von Dirmstein hatten an der Errichtung der Deidesheimer Pfarrkirche großen Anteil und ihr Wappen ist als Schlussstein in der Kirche zu finden. Fast hundert Jahre lang besaß die Familie das Anwesen, bis sie 1496 ausstarb. In diesem Jahr vergab der Speyerer Bischof Ludwig von Helmstatt das freigewordene Lehen an den Junker Wolf Brenner von Löwenstein, einen Schwiegersohn des letzten Angehörigen der Familie Herbort Eckenbrecht von Dirmstein, der bereits weiteren Besitz in Deidesheim hatte.

### Frühe Neuzeit
1505 wurde das Anwesen beschrieben als Haus mit Hof und Garten in der Vorburg zu Deidesheim. Nachdem das Anwesen nach fast 90 Jahren im Besitz der Familie von Löwenstein war, starb mit dem Deidesheimer Amtmann Friedrich von Löwenstein die Familie in dieser Linie aus; damit war das Lehen 1587 wieder frei geworden. Der Speyerer Bischof Eberhard von Dienheim vergab das Lehen am 9. August 1588 an seine damals noch minderjährigen Neffen Hans Friedrich, Hans Eberhard und Hans Philipp von Dienheim. Zudem kaufte der Bischof noch weitere Güter in Deidesheim und Niederkirchen dazu, insbesondere den Allodialbesitz der Witwe von Löwenstein, einer geborenen von Dalberg, der sich unmittelbar an die Vorburg anschloss. Das Dienheimsche Gut umfasste damit im Ganzen etwa 66¾ Morgen; es war damit allerdings immer noch das kleinste der Deidesheimer Adelsgüter zu jener Zeit. Fürstbischof Eberhard von Dienheim ließ zudem das Gut, das bis dato aus weniger großen Burggesäßbauten bestand, zu einem repräsentativen, zweistöckigen Haus mit einer hohen Doppelfreitreppe im Osten umbauen. Das Gebäude wurde in den Revolutionskriegen wieder zerstört, aber die Baupläne sind noch heute im Landesarchiv Speyer erhalten. Eberhard von Dienheim bestimmte testamentarisch, dass das Haus seinem Neffen Hans Eberhard von Dienheim (1605–1653), der inzwischen Amtmann in Deidesheim geworden war, als Wohnsitz dienen solle. Wie es damals häufig der Fall war, ging auch hier das Gut allmählich von einem Lehen in das Eigentum der Familie über.
Bald darauf allerdings begann der Dreißigjährige Krieg. In einem Brief aus jener Zeit, der auf Schloss Vollrads aufbewahrt wird, ist zu lesen, welch schwierige Zeit der Deidesheimer Amtmann Eberhard von Dienheim und seine Frau durchmachen mussten. Eberhard von Dienheims Frau Elisabeth († 1657) war eine geborene von Greiffenclau zu Vollrads, eine Schwester des Erzbischofs und Kurfürsts von Mainz, Georg Friedrich von Greiffenclau zu Vollrads. Die Ehe der beiden blieb kinderlos. Das Anwesen wurde an eine Nebenlinie der Familie vererbt, nämlich dem kurmainzischen Oberamtmann Guido Anton von Dienheim in Krautheim; dieser starb allerdings auch kinderlos am 8. August 1667. Wieder fiel das Anwesen an zwei Seitenlinien der Familie: Zum einen an das Freifräulein Agnes Apollonia Elisabeth von Neuneck († 1677) aus Trier und zum anderen an die Freifrau Agnes Felicitas Blarer von Wartensee, eine geborene von Neipperg aus Schwaben.
Es gab allerdings noch eine weitere Linie der Familie, die versuchte, in den Besitz des Deidesheimer Anwesens zu gelangen: Philipp Adam von Dienheim in Dexheim klagte vor dem Reichskammergericht, verlor aber den Prozess. Die beiden Freifrauen besaßen folglich das Gut gemeinschaftlich und ließen den Besitz nicht teilen; sie setzten einen Verwalter ein, der sich um das „Dienheimer Schloss“ kümmerte, wie es in alten Schriften auch genannt wurde. 1677 starb die eine Miterbin, Agnes Apollonia Elisabeth von Neuneck, und hinterließ ihre Güter in Glatt dem Trierer Domstift. Der Trierer Kurfürst Johann VIII. Hugo von Orsbeck, zugleich auch Bischof von Speyer, wollte aber auch das Deidesheimer Gut übernehmen, weil aber der Besitz zu Lebzeiten noch nicht geteilt worden war und zudem eine Schuld auf das Gut eingetragen war, behielt er es nicht lange. Noch 1677 fiel der Neunecksche Teil an die Familie Arneberger aus Speyer; er war an diese bereits zuvor unterverpfändet worden. Nun musste die endgültige Teilung des ehemals Dienheimschen Besitzes vorgenommen werden; der Deidesheimer Teil fiel dabei – nicht ohne weitere Streitigkeiten – an die Freiherren Blarer von Wartensee. Nach dem Pfälzischen Erbfolgekriegs, bei dem Deidesheim niedergebrannt wurde und auch das Dienheimer Anwesen Schaden nahm, besaßen von 1699 bis 1714 die Freiherren Blarer von Wartensee das Anwesen. Sie ließen das Gebäude wieder herrichten und bestellten einen Verwalter für die Bewirtschaftung. Im Jahr 1714 schließlich verkauften sie das Anwesen an den kurpfälzischen Regierungsrat Johann Philipp Morass aus Heidelberg. Mit seiner Familie hielt sich dieser hin und wieder in seinem Deidesheimer Anwesen auf.
Nach dem Tod des Regierungsrats Morass verkauften seine Erben am 4. März 1744 das Anwesen an den Speyerer Fürstbischof Christoph Franz von Hutten. Dieser ließ das Anwesen von seinem Baumeister Johann Georg Stahl zu einem repräsentativen Amtshaus ausbauen; auch ein kleines Gefängnis wurde hier errichtet. Das neue Amtshaus war dann Sitz der Amtmänner Hofrat Georg Adam Karl Walther (1744–1775), Hofrat Friedrich Alth (1775–1779), Peter Anton Hertz (1779–1789), und Hofrat Damian Hugo Stefani (1789–1793). Letzterer starb drei Tage bevor die französischen Revolutionstruppen am 1. Januar 1794 Deidesheim erreichten. Das Anwesen erlitt während der Revolutionskriege schwere Schäden, war danach eine Ruine und diente der Bevölkerung als Steinbruch; auch das alte Dienheimer Wappen über dem Eingang wurde zerstört.

### Nach der Französischen Revolution

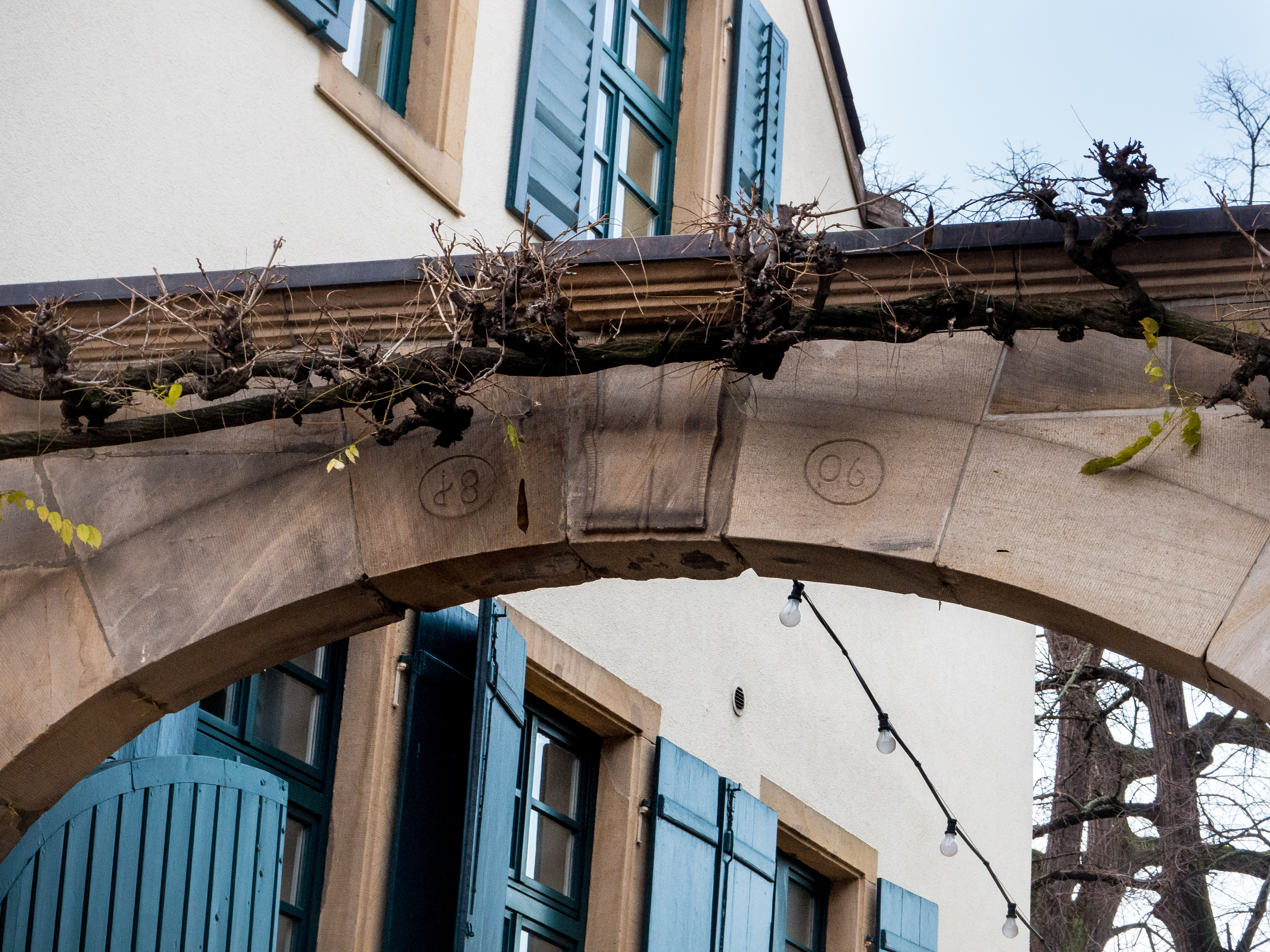
Die Torfahrt ist bezeichnet mit der Jahreszahl 1806

Die Ruine wurde 1797 von den Franzosen zum Nationalgut erklärt und am 11. Dezember 1803 (20. Frimaire XII) in Mainz, der Hauptstadt des Département du Mont-Tonnerre, zu dem Deidesheim nun gehörte, öffentlich versteigert, und zwar zusammen mit dem fürstbischöflichen Deidesheimer Schloss. Gesteigert wurde es von Chrisostomus Siben, Heinrich Görg und Andreas Jordan. Das ehemalige Amtshaus wurde bei einer Unterversteigerung im Forster Gasthaus „Zur Krone“ an den Gutsbesitzer Johann Spindler versteigert, der das Haus mit seiner Freitreppe wieder aufbauen ließ. 1851 wurde das Anwesen erneut versteigert, als sein Besitzer insolvent geworden war. Es wurde von Johann Adam Siben ersteigert, das das Haus dann bis zu seinem Tod 1867 bewohnte. Danach wurde es an seine Nichte Marie Siben vererbt, die erst mit Richard Molitor verheiratet war, dann mit Friedrich Eisenberger. Danach erbten Hedwig Molitor, die mit Adolf Tiemann verheiratet war, und Maria Eisenberger († 1972) das Anwesen. 1951 ging es an die Firma Riedel-de Haën über, die hier bis 1969 ein Lehr- und Versuchsgut unter dem Namen „Weingut Adolf Tiemann“ betrieb; ab 1970 gehörte es zum Hoechst-Konzern. 1999 schließlich wurde es von der Familie Hahn gekauft, die den benachbarten Deidesheimer Hof betrieb. Es wurde dann bis 2001 zu einem Hotel ausgebaut.

## Anwesen
Der Dienheimer Hof war früher vermutlich eine Vorburg – zwar außerhalb der nördlich liegenden Kernburg, aber dennoch stark befestigt; bei Arbeiten an der Kanalisation wurden auf dem Anwesen meterdicke Überreste von Wehrgängen und Wachtürmen entdeckt. Die Fundamente des Hauptgebäudes stammen vermutlich aus dem 14. oder 15. Jahrhundert.

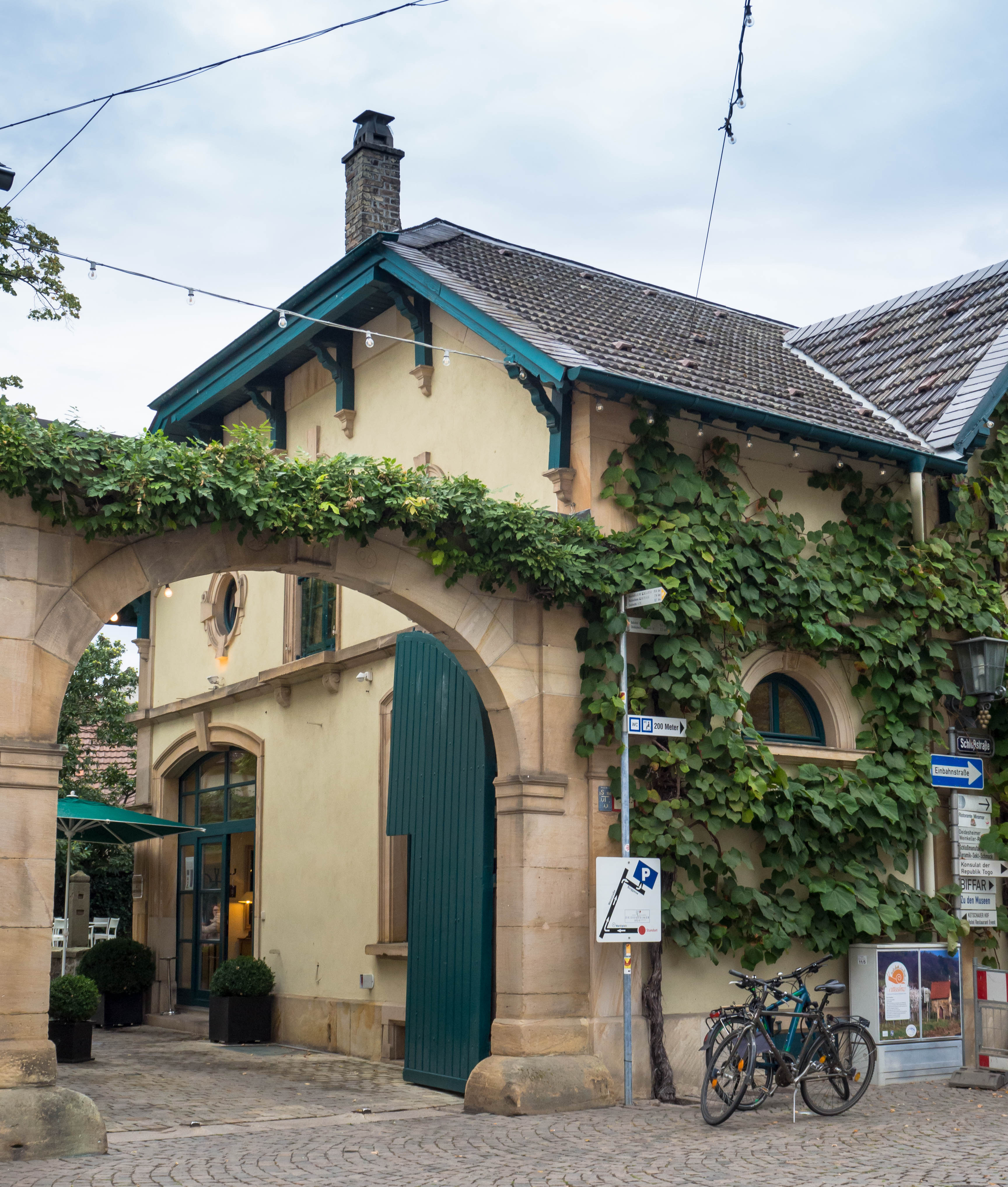
Einfahrt zum Hof, rechts das frühere Kelterhaus

In seiner heutigen Form handelt es sich bei dem Gebäudekomplex um ein Hofanwesen. Eingerahmt wird der Hof von dem zweigeschossigen Hauptgebäude, einem winkelförmigen, klassizistischen Bau mit Krüppelwalmdach, an den sich ein eingeschossiger Bau anschließt, sowie von ehemaligen Wirtschaftsgebäuden. Zum Eingang des Hauptgebäudes im Osten führt eine Doppelfreitreppe hinauf. In den Innenhof gelangt man durch ein Rundbogentor, das mit der Jahreszahl 1806 bezeichnet ist. Zu den ehemaligen Wirtschaftsgebäuden zählt ein späthistoristisches ehemaliges Kelterhaus, das die Inschrift „ERBAUT 1893 / F. M. EISENBERGER U. MARIE GEB. SIBEN“ trägt. Ein weiteres Ökonomiegebäude ist mit der Jahreszahl 1593 versehen. Früher gehörte vermutlich auch das Gebäude des Deidesheimer Hofs zum Dienheimer Hof dazu, denn beide Anwesen waren durch einen langen Ringkeller unterirdisch miteinander verbunden, der später – den Eigentumsverhältnissen über der Erde entsprechend – einfach abgemauert wurde.